# هامرسميث (محطة مترو أنفاق لندن)
هامرسميث (بالإنجليزية: Hammersmith)‏ هي إحدى محطات مترو أنفاق لندن. تقع على خط ديستريكت وبيكاديلي ووخط وهامرسميث وسيتي أفتتحت في المنطقة (Zone) رقم 2 أفتتحت في 09 سبتمبر 1874، وهامرسميث وسيتي أفتتحت في 13 يونيو 1864.